# The Binding of Isaac
The Binding of Isaac ist ein von Edmund McMillen und Florian Himsl entwickeltes Independent-Computerspiel. In dem erstmals am 28. September 2011 über Steam veröffentlichten Spiel kontrollieren die Spieler ein nacktes, weinendes Kind mit dem Namen Isaac oder eine von sechs anderen freischaltbaren Spielfiguren. Nachdem seine Mutter von Gott den Befehl erhält, ihn zu töten, flieht Isaac in den mit Monstern verseuchten Keller.
The Binding of Isaac war mehrmals Teil des Humble Bundles. Am 1. November 2011 wurde es zum Humble Voxatron Debut hinzugefügt. Des Weiteren war das Spiel inklusive der Wrath of the Lamb-Erweiterung im Humble Indie Bundle 7 enthalten.
Der Titel des Spiels und die Handlung beziehen sich auf die Bindung Isaaks. Das Spiel enthält viel schwarzen Humor und berührt neben Anspielungen auf Internet-Memes und Edmund McMillens frühere Spiele (wie Gish oder Super Meat Boy) auch viele Themen, die traditionell in Computerspielen vermieden werden, beispielsweise Krankheit, Kindesmisshandlung, Geschlechtsidentität, Suizid und Religion.

## Spielprinzip
The Binding of Isaac ist ein 2D-Action-Adventure, in dem der Spieler Isaac oder eine der sechs anderen freischaltbaren Charaktere durch den Keller unter Isaacs Zimmer steuert. Die Oberfläche und Aufmachung erinnert stark an The Legend of Zelda, wobei die Level aber zufällig generiert werden, ähnlich wie in vielen Rogue-like-Spielen. Der Keller ist aufgeteilt in mehrere Stockwerke, welche aus mehreren Räumen bestehen. In jedem Stockwerk des Dungeons befindet sich ein Endgegner, der besiegt werden muss, um in das nächsttiefere Stockwerk zu gelangen.
Bevor ein weiterer Raum betreten werden kann, müssen zuerst alle Monster im aktuellen Raum besiegt werden. Hierzu verschießt Isaac anfangs seine Tränen als Projektile. Abhängig von den aufgenommenen Gegenständen werden die Projektile modifiziert. So kann beispielsweise der Schaden oder die Feuerrate erhöht werden oder es können sich ganz andere Arten von Waffen ergeben. Da es mehrere hundert verschiedene Gegenstände gibt, von denen jeweils nur einzelne zufällig an bestimmten Orten erscheinen, ergeben sich so bei jedem Durchspielen immer neue Kombinationen. Neben neuen Waffen und Power-ups sammelt der Spieler unter anderem Geld zum Kaufen von neuer Ausrüstung und Schlüssel um spezielle Räume und Schatztruhen aufzuschließen.

## Handlung
Die Handlung von The Binding of Isaac basiert auf der gleichnamigen biblischen Erzählung von der Bindung Isaaks. Ein Junge mit dem Namen Isaac und seine Mutter leben glücklich in einem kleinen Haus auf einem Hügel. Isaac spielt mit seinen Spielsachen und malt Bilder, während seine Mutter christliche Fernsehsendungen sieht. Plötzlich hört Isaacs Mutter eine „Stimme von oben“: Ihr Sohn sei von Sünde verdorben und müsse gerettet werden. Die Stimme verlangt, alles Böse müsse von Isaac entfernt werden, woraufhin Isaacs Mutter ihm seine Spielsachen, Bilder, seine Spielkonsole und sogar seine Kleidung wegnimmt.
Die Stimme spricht erneut und behauptet, Isaac müsse von allem Bösen auf der Welt ferngehalten werden. Wieder gehorcht seine Mutter und sperrt ihn in sein Zimmer.
Ein letztes Mal spricht die Stimme zu Isaacs Mutter: Sie habe getan, was verlangt wurde, aber ihr Glauben müsse geprüft werden, und so verlangt die Stimme, dass Isaacs Mutter als Zeichen ihrer Ergebenheit ihren Sohn tötet. Die Mutter gehorcht, nimmt ein Fleischermesser und geht zu Isaacs Zimmer. Isaac, der den Vorgang durch einen Spalt in der Tür beobachtet, gerät in Panik. Er findet unter seinem Teppich eine Falltür und springt hinein, kurz bevor die Mutter die Tür öffnet.
Während der Ladestellen des Spiels wird Isaac weinend und auf dem Boden zusammengerollt dargestellt. Seine Gedanken sind sichtbar und reichen von der Zurückweisung durch seine Mutter über die Erniedrigung durch seine Mitschüler bis hin zu einem Szenario seines eigenen Todes. Das Spiel enthält elf Endsequenzen, die nacheinander beim wiederholten erfolgreichen Durchspielen angezeigt werden. Mit der Zeit werden hierbei zusätzliche Stockwerke und Bosse freigeschaltet und der Schwierigkeitsgrad somit insgesamt erhöht. Das Wrath of the Lamb-Erweiterungspaket fügt drei weitere Endsequenzen hinzu.

## Erweiterung
Am 28. Mai 2012 wurde für das Spiel eine Erweiterung mit dem Namen Wrath of the Lamb veröffentlicht. Die Erweiterung enthält 50 Prozent zusätzlichen Inhalt, beispielsweise mehr als 10 neue Endgegner, über 100 Gegenstände, über 40 Herausforderungen, ein neues Ende und mehr.

## Nintendo-3DS-Portierung
Die Entwickler kündigten an, dass das Spiel eine Portierung für den Nintendo 3DS enthalten würde. Nintendo verweigerte später die Aufnahme des Spiels in den Nintendo eShop wegen „fragwürdigen religiösen Inhalts“. Diese Entscheidung brachte den Entwickler Edmund McMillen dazu, die Steam-Plattform und die Freiheit, die sie Publishern gibt, zu loben. Viele Spiele-Websites waren empört über Nintendos Reaktion. Der offizielle Nachfolger Rebirth wurde schließlich im 3DS-Shop aufgenommen.

## The Binding of Isaac: Rebirth
Edmund McMillen hat zusammen mit dem Spiele-Entwickler Nicalis an einem Remake mit dem Namen The Binding Of Isaac: Rebirth gearbeitet, das am 4. November 2014 erschien. Die neue Version enthält komplett neu abgestimmte Gegenstände und Gegner, neu gezeichnete Grafiken im 16-Bit-Stil, zusätzliche Spielinhalte, einen lokalen Koop-Modus und Unterstützung für Spielkonsolen. Der Hauptgrund für die Neuentwicklung war, dass das bisher verwendete Adobe Flash nicht alle benötigten Features unterstützt, Fehler verursacht und auch nicht problemlos auf alle Spielkonsolen portiert werden kann. Es sollte daher durch eine flexiblere Eigenentwicklung ersetzt werden.

## The Binding of Isaac: Four Souls
Am 27. Juni 2018 startete McMillen eine Crowdfunding-Kampagne zu einem physischen Kartenspiel via Kickstarter. In dem von Magic: The Gathering inspirierten Spiel übernehmen Spieler die Rolle von aus The Binding of Isaac bekannten Charakteren und arbeiten gegeneinander, um den jeweils eigenen Charakter zum stärkeren zu machen, mehr Monster als die Gegenspieler zu bekämpfen und die meisten Siegpunkte, sogenannte Souls, zu erzielen. Das Finanzierungsziel von 50.000 US-Dollar war nach eineinhalb Stunden erreicht. Insgesamt kamen innerhalb eines Monats über 2,6 Millionen US-Dollar zusammen. Das Spiel erschien im Dezember 2018. Eine deutsche Übersetzung des Kartenspiels erschien 2022 bei Pegasus Spiele. Eine weitere Kickstarter-Kampagne für das Erweiterungsset Requiem brachte 2021 über 5 Millionen US-Dollar ein und erschien 2023.

## Resonanz und Erfolg
The Binding of Isaac wurde bis zum März 2013 über 2 Millionen Mal verkauft. Das Spiel wurde von Kritikern größtenteils positiv bewertet. Hervorgehoben wurde der hohe Schwierigkeitsgrad, die düstere Atmosphäre und die abwechslungsreiche Spielmechanik. Es erzielte einen Metascore von 84 %.
In Deutschland erhielt das Spiel von der USK eine Einstufung ab 16 Jahren, was durch eine „tendenziell blasphemische Botschaft“ begründet wurde:

„Aufgrund dieses Settings und des genretypischen schlichten Spielprinzips wäre […] auch eine Freigabe ab 12 Jahren vorstellbar gewesen. Gegen diese weitergehende Freigabe sprach jedoch die biblische Hintergrundthematik. Hierbei kann durch die tendenziell blasphemische Botschaft eine Beeinträchtigung vor allem religiöser Kinder unter 16 Jahren nicht ausgeschlossen werden. Das Prüfgremium befürchtete hier, dass die Grundidee des Spieles als verletzend oder gar desorientierend wahrgenommen werden könnte.“